# Митчелл, Говард
Говард Митчелл (англ. Howard Mitchell; 11 марта 1911, Лайонс, штат Небраска — 22 июня 1988, Ормонд-Бич, штат Флорида) — американский дирижёр и виолончелист.
Учился в Консерватории Пибоди, затем в 1930—1935 гг. в Кёртисовском институте у Феликса Салмонда. Ещё студентом в 1933 г. поступил солистом в Национальный симфонический оркестр. В 1941 г. дебютировал с оркестром как дирижёр, в 1946 г. занял пост второго дирижёра, а в 1949—1969 гг. возглавлял оркестр. В 1957 г. удостоен Премии Дитсона за вклад в развитие американской музыки.
Во главе коллектива совершил в 1959 г. первое зарубежное турне оркестра, выступив за три месяца с концертами в 19 странах Центральной и Южной Америки. В 1967 г., также под руководством Митчелла, оркестр провёл европейские гастроли. В 1969—1970 гг. руководил Оркестром Уругвайского радио и телевидения в Монтевидео. После выхода в отставку жил в Палм-Бич.